# Chavarriella luteifimbria
Chavarriella luteifimbria là một loài bướm đêm trong họ Geometridae.